# Tekoči kisik
Tekoči kisik (oz. kapljevinski kisik) je kisik v plinastem stanju, pri čemer je tekočina, ni pa kapljevina. Pogovorno je sicer res tekoči kisik ali redkeje tekočinski kisik.
Uporablja se za razrez in varjenje v kovinski industriji, kot medicinski kisik za razrez tkiva-novotvorb in kot raketno pogonsko gorivo.

## Fizikalne in kemijske lastnosti
Je svetlomodra kriogena tekočina brez vonja. Ima tališče pri -219 °C in vrelišče pri -183 °C.
Tekoči kisik ni eksploziven.

## Obstojnost in reaktivnost
Pri ustrezni uporabi je stabilen. Nevarno reagira z maščobami oz. z vsemi vnetljivimi in organskimi materiali.

## Toksikološki podatki
- akutna toksikologija: LD50 oralno, LD50 dermalno in LC50 inhalacijsko niso poznane.
- stik s kožo: ni poznanega učinka draženja.
- stik z očmi: ni poznanega učinka draženja.
- koncentracije kisika med 20 in 95 % povzročijo genetske spremembe v celicah sesalcev.